# Explosion à l'hôpital Al-Ahli Arabi
L’explosion à l'hôpital Al-Ahli Arabi, établissement baptiste sis dans le centre-ville de Gaza, a lieu le 17 octobre 2023 au soir, peu avant 19 h, pendant la guerre à Gaza. Le nombre des victimes est contesté : le Hamas annonce un bilan de 471 morts, l'AFP rapporte quelques dizaines de morts d'après un responsable d'un service de renseignement européen, et les services de renseignements américains donnent une estimation de 100 à 300 tués.
L'explosion se produit dans la cour de l'hôpital Al-Ahli Arabi où des centaines de personnes déplacées se seraient massées, espérant y trouver un refuge plus sûr que leurs propres maisons. 
La responsabilité de l'explosion est contestée. Le Hamas, de même que le président palestinien Mahmoud Abbas, affirme qu'il s'agit d'un bombardement aérien dont la responsabilité incombe à l'armée de l'air israélienne. Le Premier ministre israélien Benyamin Netanyahou et Tsahal affirment quant à eux qu'il est dû à un tir raté de roquette de l'organisation Jihad islamique palestinien, qui nie toute responsabilité. Enfin, l'ONG de défense des droits humains Human Rights Watch déclare  que l'explosion a probablement été causée par la chute accidentelle d'une roquette tirée depuis Gaza[réf. nécessaire].

## Responsabilité

### Propos soutenant une attaque israélienne
Le Hamas, de même que le président palestinien Mahmoud Abbas, affirment que le bombardement aérien est la responsabilité de l'armée de l'air israélienne. Le ministère de la santé de Gaza, dépendant du Hamas, a déclaré que l'attaque avait été causée par une frappe israélienne. Tsahal conduisait, à la suite de l'attaque du 7 octobre, des raids aériens quotidiens sur la bande de Gaza.
Selon l'évêque anglican Hosam Naoum (en), qui gère l'établissement, Tsahal aurait auparavant averti l'hôpital que toutes les personnes se trouvant dans l'immeuble devaient quitter les lieux. Mais, ce dernier reste néanmoins prudent lorsqu'on l'interroge sur les causes de cette explosion, et ne désigne pas de coupable.
Certains accusateurs d'Israël avancent comme mobile possible d'un tel bombardement l'objectif de terrifier la population palestinienne, pour l'obliger à exécuter son ordre d'évacuation vers le sud de la bande de Gaza.
The Guardian rapporte que « l'ampleur de l'explosion semble hors de portée des groupes militants ».

### Propos soutenant une attaque palestinienne manquant son but
D'après Tsahal, l'explosion dans la cour de l'hôpital est due à un « tir de roquette raté de l'organisation terroriste du Jihad islamique palestinien ». Le tir serait parti du cimetière situé derrière l'hôpital et aurait eu pour cible Haïfa,. Le porte-parole de Tsahal, le contre-amiral Daniel Hagari, affirme qu'« un barrage de roquettes a été tiré par des terroristes à Gaza » et que ces roquettes sont passées « à proximité de l’hôpital au moment où il a été touché ». Il dit également posséder des images de drone montrant l'impact de la frappe sur le parking de l'hôpital, mais pas sur l'hôpital lui-même, et soutient que ces dernières ne sont pas compatibles avec l'armement israélien,.
Le lendemain, le gouvernement israélien publie un enregistrement audio d'une « conversation entre opérateurs du Hamas discutant de l'échec du tir de roquette du Jihad islamique sur l'hôpital baptiste Al-Ahli ». The Guardian affirme que ni la date ni la provenance de l'enregistrement n'ont pu être vérifiés de manière indépendante. Plusieurs experts indiquent à la chaîne Channel 4 que l'enregistrement audio est un faux et que le ton, la syntaxe, l'accent et l'expression idiomatique employés dedans sont absurdes. Le 20 octobre, le groupe de recherche Forensic Architecture conclut également que l’enregistrement a été falsifié, et lui retire toute crédibilité.  
Selon des groupes et des analystes indépendants du renseignement d'origine sources ouvertes (OSINT) interrogés par The Daily Telegraph, il est probable que l'explosion ait été provoquée par une roquette mal tirée. Evan Hill, qui mène des enquêtes OSINT pour The Washington Post, a également affirmé que les premiers éléments de preuve indiquent qu'une roquette a été mal tirée. The Independent, citant plusieurs spécialistes de l'OSINT, indique que l'explosion ne correspond pas à une frappe aérienne, mais qu'elle est plutôt similaire à celle d'une « défaillance moteur d'une roquette ». Des experts interrogés par le Daily Mail déclarent que, quoi qu'il se soit passé dans le parking de l'hôpital, il est très peu probable que cela soit dû à un bombardement aérien israélien, et qu'une roquette mal tirée par un groupe palestinien serait responsable de l'explosion à l'hôpital.
Justin Bronk, un chercheur britannique cité par Al Jazeera, a publié et commenté une image du parking incendié de l'hôpital sans cratère visible : « Ce n'est toujours pas concluant, mais si telle est l'étendue des dégâts, je dirais qu'une frappe aérienne semble moins probable qu'une panne de fusée provoquant une explosion et un incendie de carburant. ». Plusieurs médias français comme Le Monde ou France Info, font les mêmes constatations,.
Le 20 octobre 2023, France 24 indique que selon les informations collectées auprès d'une source militaire européenne, l'explosion est due à un tir raté palestinien lancé depuis l'enclave. La direction du Renseignement militaire (DRM) rend publique le même jour ses analyses à la demande de la présidence française par souci de transparence. Elle indique que l'hypothèse la plus probable est un tir palestinien, la charge explosive d'environ cinq kg seulement, le faible diamètre du cratère à l'impact et l'incendie qui a suivi l'explosion ne correspondent pas à un tir de missile israélien.
Le 22 octobre 2023, le ministre de la Défense nationale du Canada Bill Blair donne le compte-rendu de l'analyse du Commandement du renseignement des Forces canadiennes, qui « indique avec un haut degré de certitude, qu’Israël n’a pas attaqué l’hôpital le 17 octobre 2023 ».
Selon le porte-parole de l’armée israélienne Daniel Hagari, près de 450 roquettes tirées de Gaza sont accidentellement tombées dans la bande de terre palestinienne pendant les dix premiers jours du conflit.

### Enquêtes
Le 18 octobre 2023, Bellingcat, groupe de journalistes d'investigation en sources ouvertes, publie une enquête préliminaire sur un cratère d'impact situé dans la cour de l'hôpital et qui pourrait être le cratère lié à l'explosion de la veille. Le même jour, des images diffusées par des habitants palestiniens du quartier où se trouve cet hôpital semblent confirmer qu'une explosion a bien eu lieu au complexe hospitalier, mais limitée au parking et sans endommager les bâtiments. Sur une vingtaine de véhicules stationnant sur ce parking, une quinzaine sont détruits. Si ces images mettent en doute le bilan de près de 500 morts initialement donné par le Hamas, il est toutefois envisageable que des réfugiés aient pu être en train de camper à l'extérieur des bâtiments, et être touchés par cette explosion. 
S'agissant de la cause de l'explosion, la taille de l'impact semble mettre en doute le fait qu'il s'agirait d'une bombe israélienne dont les dégâts provoqués sont généralement beaucoup plus importants. Une telle bombe, en explosant, peut creuser un cratère d'un mètre et demi de profondeur, alors que le trou visible à l'endroit de l'explosion ne fait qu'une quarantaine de centimètres. Même si l’arsenal utilisé par Tsahal ne comporte pas que des armes lourdes, la plupart des armes militaires occidentales seraient, selon un expert, conçues pour générer un haut dégât de fragmentation et de déflagration, mais pas d'incendie, alors qu'un incendie est observable sur les images. D'autres spécialistes de l'investigation en sources ouvertes indiquent que les images montrent une roquette tirée depuis Gaza explosant en plein vol au-dessus de l’hôpital, tout en précisant ne pas être en mesure de faire de lien entre une chute de débris de cette roquette, et l'explosion.
Le 18 octobre la porte-parole du Conseil de sécurité nationale américain, Adrienne Watson, déclare sur Twitter : « Nous continuons à rassembler des informations, mais notre position aujourd’hui, fondée sur l’analyse d’images aériennes, de communications interceptées et d’information en accès libre, est qu’Israël n’est pas responsable de l’explosion survenue à l’hôpital de Gaza. » À l'instar de cette dernière, la plupart des analystes, tout en restant prudents sur la désignation de responsable, s'accordent pour disculper l'armée israélienne.
Répondant aux allégations d'un porte-parole de Tsahal selon lesquelles ses images confirmeraient la version israélienne, Al Jazeera English décide de publier le 19 octobre une analyse seconde par seconde de la vidéo de l'explosion. Selon Al Jazeera English, une roquette tirée depuis Gaza a été « complètement détruite […] dans le ciel » par le dôme de fer à 18:59:50, soit très exactement cinq secondes avant l'explosion de l'hôpital. Étant donné que « cette roquette […] était la dernière tirée depuis Gaza avant le bombardement de l'hôpital », Al Jazeera English affirme n'avoir « trouvé aucun fondement à l'affirmation de l'armée israélienne selon laquelle la frappe contre l'hôpital de Gaza a été causée par un tir de roquette raté ».
L'équipe d'OSINT du journal indien India Today a analysé les séquences et les images de l'explosion et de ses conséquences, et a comparé le site de l'explosion à de précédents bombardements aériens par Israël. India Today affirme que les preuves visuelles ne correspondent pas à un bombardement aérien par Israël, mais qu'une enquête plus détaillée serait nécessaire pour obtenir un verdict concluant.
Après avoir accusé Israël de cette frappe, la BBC admet qu’il était « erroné de spéculer » qu'Israël était à l'origine de l'explosion de l'hôpital gazaoui ; elle déplore les difficultés à mener une enquête. Face aux demandes du quotidien américain The New York Times de voir des débris du projectile, le Hamas a indiqué que la munition en cause avait été désintégrée au point de ne plus être reconnaissable.
Le 26 novembre, plus d'un mois après les faits, l'ONG de défense des droits humains Human Rights Watch, souvent très critique d'Israël, déclare que divers facteurs observés sur des photos et des images de satellite « semblent étayer » le fait que l'explosion a été causée par la chute accidentelle d'une roquette tirée depuis Gaza. HRW indique également avoir reçu des témoignages indiquant que le Hamas, contrairement à ses affirmations sur une totale désintégration de la munition utilisée, en a fait ramasser les débris par des employés de son "gouvernement".

## Bilan humain
Les sources divergent sur le nombre de victimes, celui-ci variant entre 200 et 500 morts selon les premiers bilans donnés par le Hamas, et montant jusqu'à 800. Le soir du 17 octobre, le ministère de la Santé de Gaza contrôlé par le Hamas annonce un bilan de 471 morts et 314 blessés
Selon le porte-parole de Tsahal, le contre-amiral Daniel Hagari, le Hamas exagère le nombre de victimes. France 24 considère également suspect qu'un bilan aussi précis et aussi lourd ait été annoncé aussi rapidement. Libération note que la « presse israélienne, de même que l’ONU, a longtemps jugé plutôt fiables les bilans établis » par les administrations palestiniennes de Gaza, mais que « la polémique sur l’explosion au sein de l’hôpital atténue leur crédit ».
Le 18 octobre, Mohammed Abou Salima, directeur de l'hôpital Al-Shifa rapporte que 350 blessés de l'hôpital al-Ahli ont été transporté vers son hôpital. Il estime que le nombre des victimes de l'explosion à al-Ahli est probablement proche de 250 tués.
Le 18 octobre, l'AFP rapporte que d'après un responsable d'un service de renseignement européen, le bilan serait de quelques dizaines de morts, « probablement entre 10 et 50 », et non de plusieurs centaines. Les services de renseignements américains estiment pour leur part que le bilan de l'explosion se situe « probablement dans le bas d'une fourchette de 100 à 300 morts », d'après un rapport déclassé consulté le 19 octobre par l'agence Reuters.
Dans un article publié le 19 octobre et repris ailleurs, le Huffington Post affirme que, selon une source européenne, l'hôpital n'a pas été détruit, aucune structure de bâtiment n'a été touchée, et cite France Info pour qui les pelouses de l'hôpital où se tenaient des réfugiés ont une surface de 500 mètres carrés, ce qui rend hautement improbable que 471 personnes (le bilan humain avancé par le Hamas) aient pu s’y trouver simultanément au moment de l'explosion,.
Ainsi, le bilan humain catastrophiste de cette frappe dans le parking de l'hôpital reste notablement variable selon les sources.

## Réactions

### Pays
- Palestine
  - Le président de l'Autorité palestinienne, Mahmoud Abbas, a déclaré après l'attaque un deuil national de trois jours et a qualifié l'attaque de massacre[41].
- Égypte
  - Le président égyptien Abdel Fattah al-Sissi a condamné l'attaque « israélienne », qui est selon lui une « violation manifeste du droit international »[41].
- États-Unis
  - Le président américain Joe Biden a dénoncé l'attaque, et a annoncé que, selon les États-Unis, elle a été causée par « le camp adverse »[42]. Devant l'émotion des pays arabes, Joe Biden, qui devait initialement se rendre en Jordanie, après Tel-Aviv, pour y rencontrer le roi Abdallah II, le président Mahmoud Abbas et le président égyptien Abdel Fattah al-Sissi, est contraint d'annuler cette rencontre[43].
- France
  - Emmanuel Macron a condamné l'attaque en déclarant que « rien ne peut justifier une frappe contre des civils », et a appelé à ce que la lumière soit faite sur cette affaire[44].
- Iran
  - Le président de la république islamique d'Iran, Ebrahim Raïssi, a décrété une journée de deuil national à la suite de l'explosion[41].
  - Le ministre des affaires étrangères, Hossein Amir Abdollahian, a appelé à l'unité mondiale contre Israël, qu'il qualifie de « un régime usurpateur plus détesté que l'État islamique[45] ».
- Irak
  - Le Premier ministre irakien Mohammed Chia al-Soudani a demandé une réunion d'urgence du Conseil de sécurité de l'ONU.
  - Trois jours de deuil national ont été décrétés dans le pays[46].
- Liban
  - Le président du Conseil des ministres Najib Mikati a décrété un jour de deuil national dans le pays[47].

### Organisations internationales
- Ligue arabe
  - Le secrétaire général de la Ligue arabe a demandé à « l'Occident à faire cesser immédiatement la tragédie »[46].

- Union africaine
  - Moussa Faki a condamné l'attaque, et a accusé Israël de « crime de guerre »[46].
- Union européenne
  - Le haut représentant de l'Union pour les affaires étrangères, Josep Borell, a critiqué le fait que des civils aient été touchés, et a déclaré : « La responsabilité de ce crime doit être clairement établie et ses auteurs devront rendre des comptes[46] ».

- Nations unies
  - Le secrétaire général de l'ONU, António Guterres, a condamné l'attaque[46].

### Autres organisations
Le Hezbollah libanais a condamné le « massacre » et a appelé à « un jour de colère contre l'ennemi ».
Le Jihad islamique palestinien a qualifié la version israélienne de « mensonges ».
Médecins sans frontières a condamné ce qu'il qualifie de « bombardement israélien » de l'hôpital mais reconnaît dans une publication ultérieure ne pas savoir qui est à l'origine de cette explosion.
L’Archevêque de Cantorbéry, Justin Welby, a déclaré à Jérusalem qu'il n'y avait aucune preuve d'implication israélienne dans l'explosion de l'hôpital anglican de la Bande de Gaza : « accuser Israël de la frappe d'un hôpital est une accusation de crime rituel ».

### Manifestations
À la suite de l'attaque, de nombreuses manifestations sont organisées dans des pays musulmans afin de protester contre Israël. Des manifestations ont notamment eu lieu devant l'ambassade de France en Tunisie et l'Ambassade de France en Iran.
Des manifestations ont lieu aussi près de l'ambassade d'Israël à Amman, et dans d'autres pays tel que l'Égypte, le Liban, la Libye, le Maroc et la Turquie.